# Hadogenes troglodytes
Hadogenes troglodytes (Peters, 1861) è uno scorpione della famiglia Hormuridae, diffuso nell'Africa australe. È conosciuto come Flat Rock Scorpion.

## Descrizione
Può raggiungere la lunghezza di 20 cm, il che ne fa una delle specie più grandi in natura.

## Distribuzione e habitat
Questa specie è presente in Botswana, Mozambico, Sudafrica e Zimbabwe.
Vive nelle aree semiaride degli altopiani del Bushveld; il suo habitat tipico sono le fenditure delle rocce di arenaria e granito.